# خانواده پرز (فیلم ۱۹۹۵)
خانواده پرز (به انگلیسی: The Perez Family) فیلمی محصول سال ۱۹۹۵ و به کارگردانی میرا نایر است. در این فیلم بازیگرانی همچون مریسا تومی، آلفرد مولینا، چاز پالمینتری، آنجلیکا هیوستون، ترینی آلوارادو، سیلیا کروز، بیل سیج، وینسنت گالو و لی دنیلز ایفای نقش کرده‌اند.